# Dorp

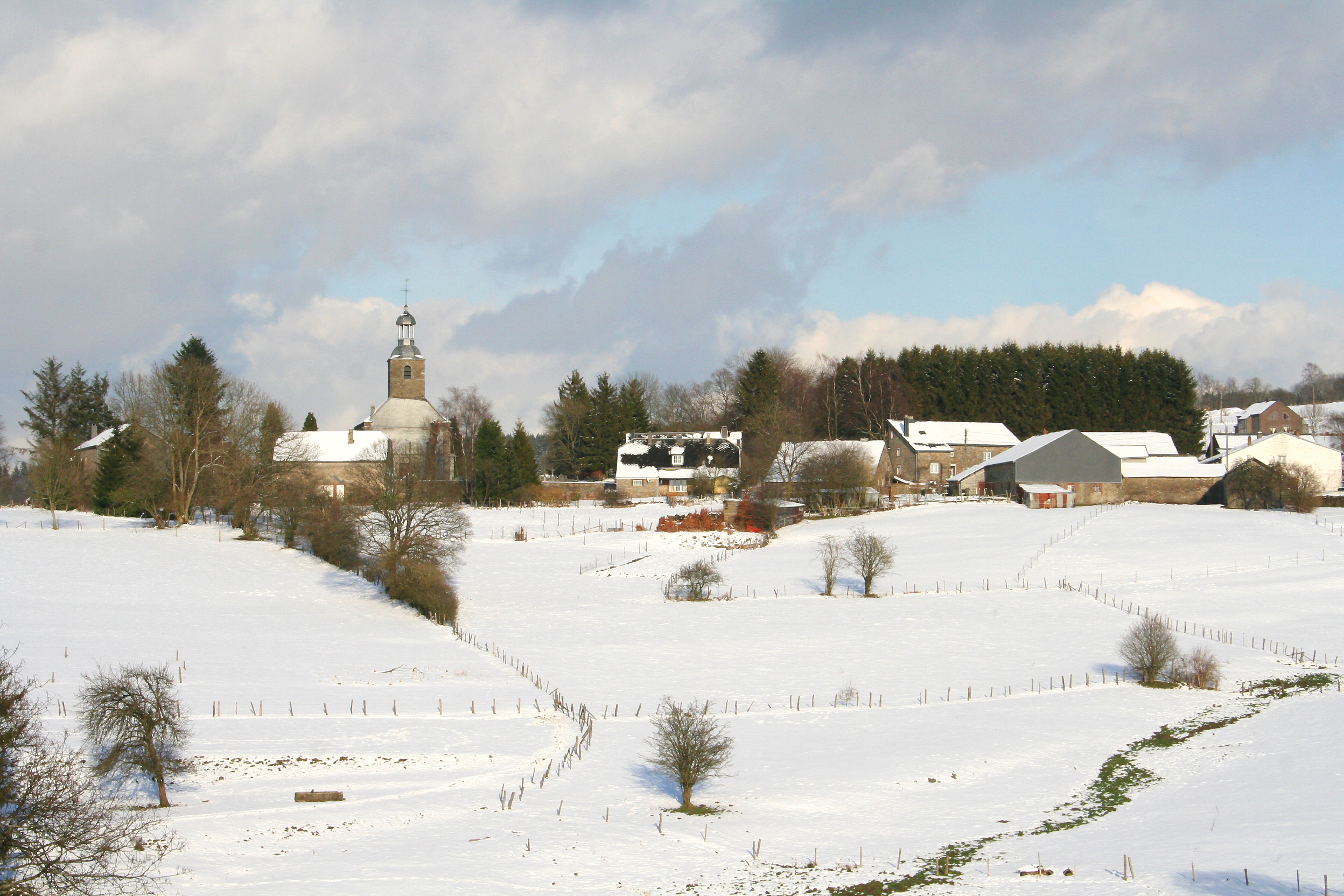
Odeigne, provincie Luxemburg, Wallonië

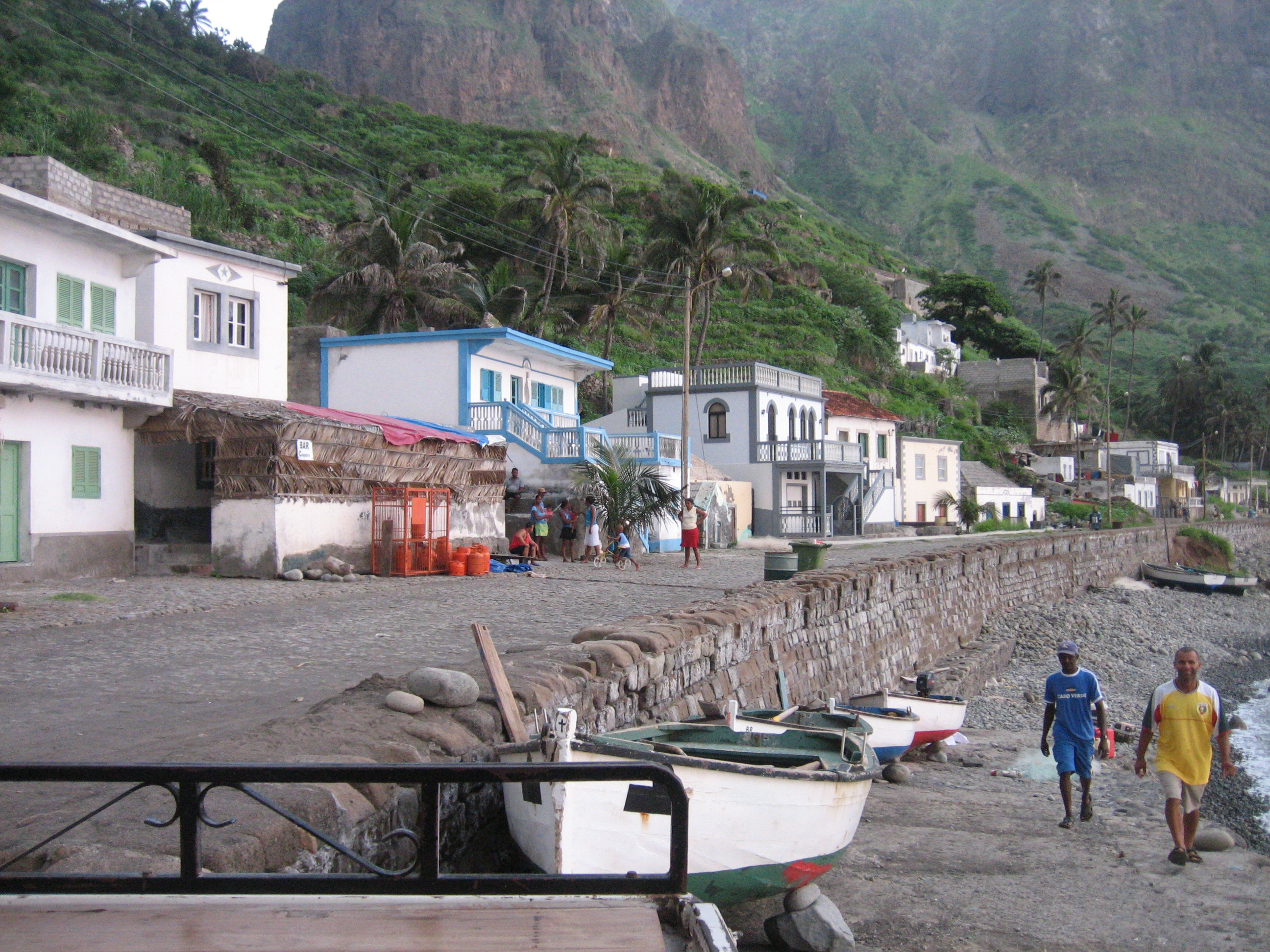
Fajã de Água op het eiland Brava, Kaapverdië

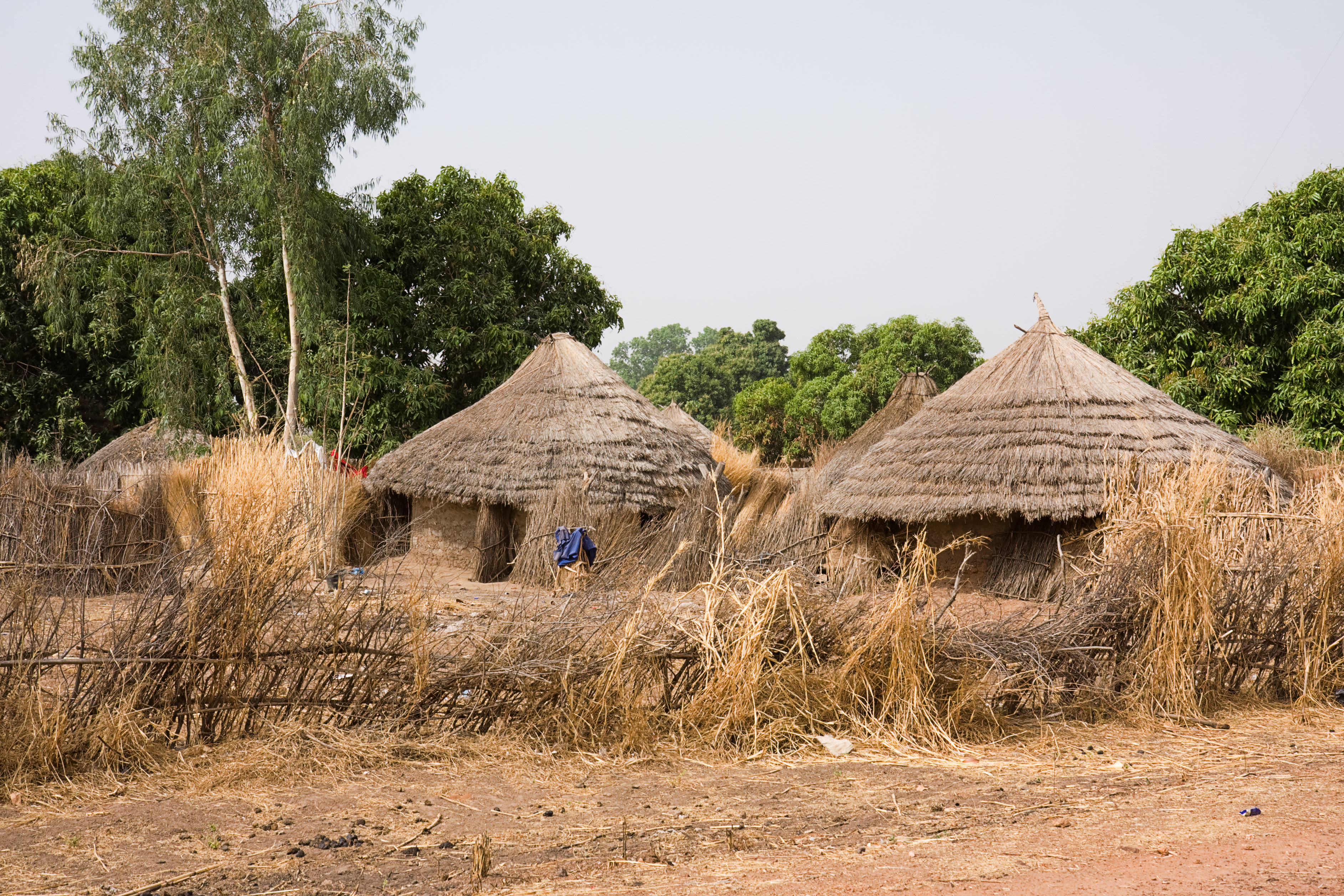
Dorp in Gambia

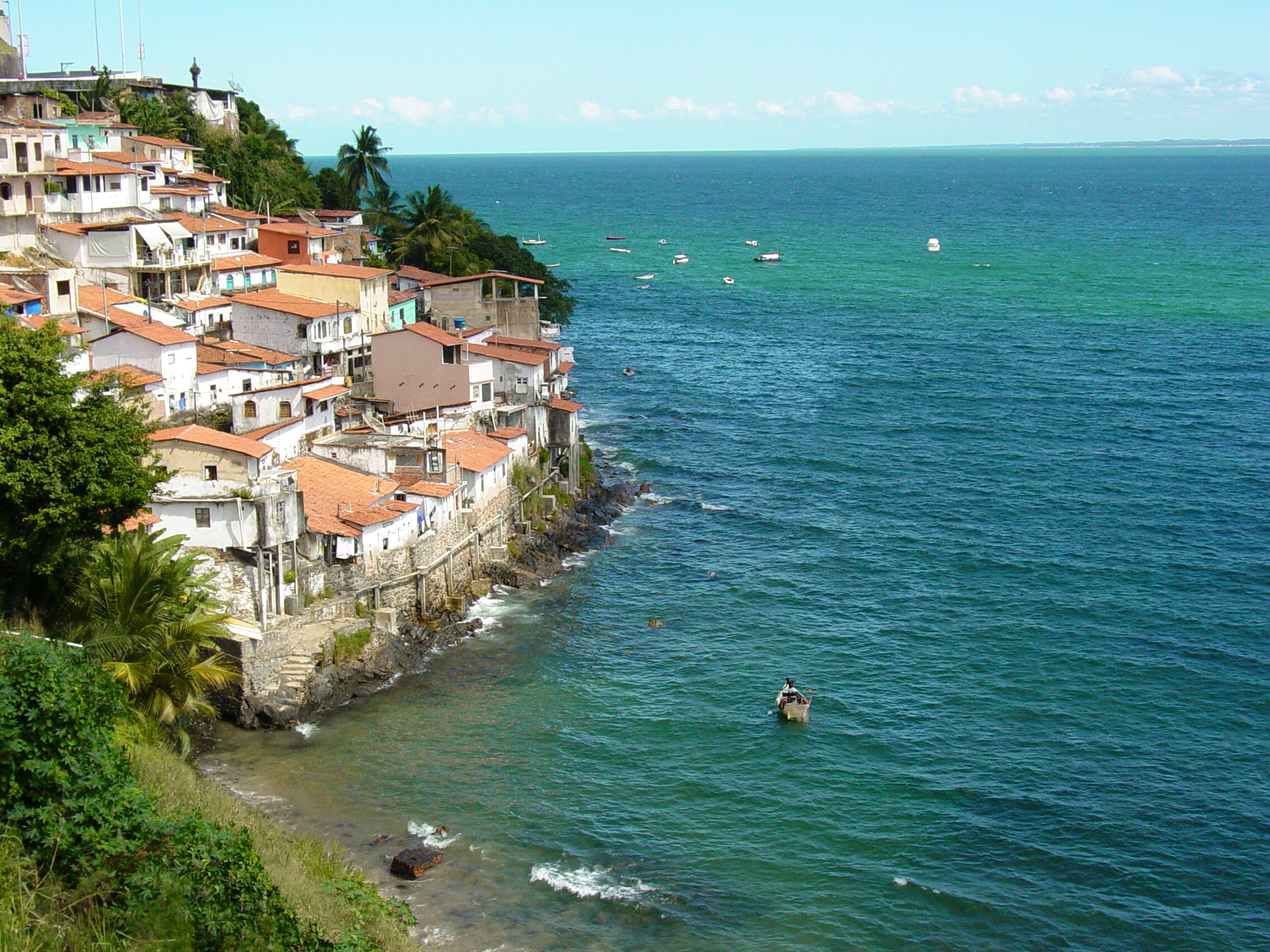
Vissersdorp nabij Salvador, Brazilië

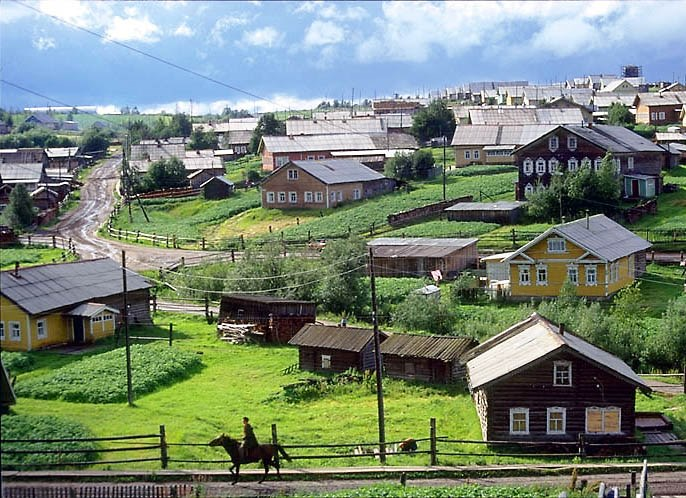
Monomachovo, nabij de kust van de Grote Oceaan, Primorskij Kraj, Siberië

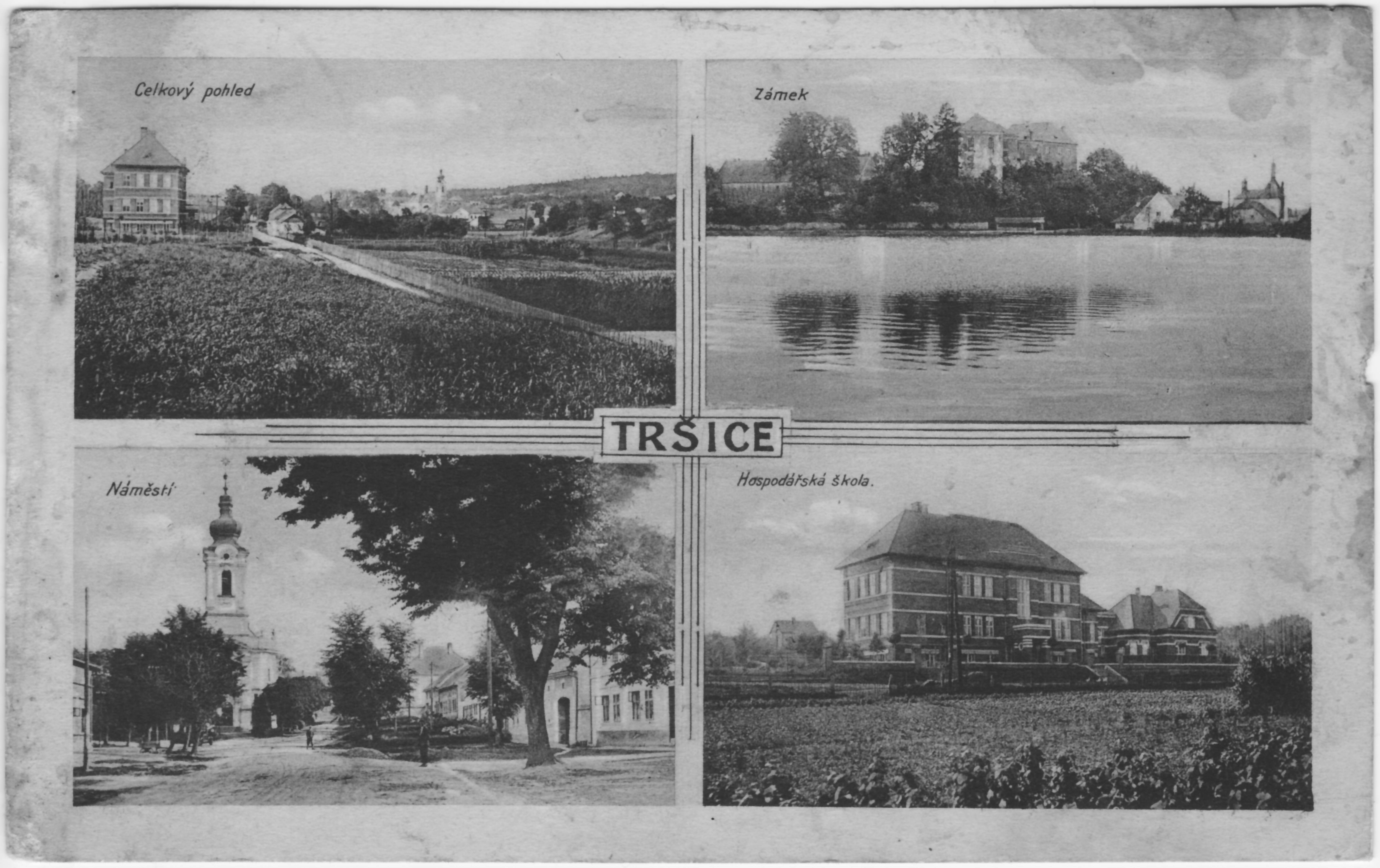
Historische ansichtkaart van Tršice, Tsjechië

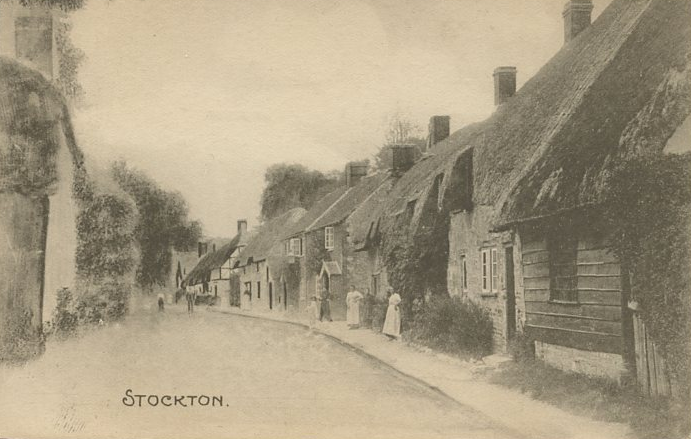
Stockton (Wiltshire) (VK) op een ansichtkaart uit ongeveer 1910

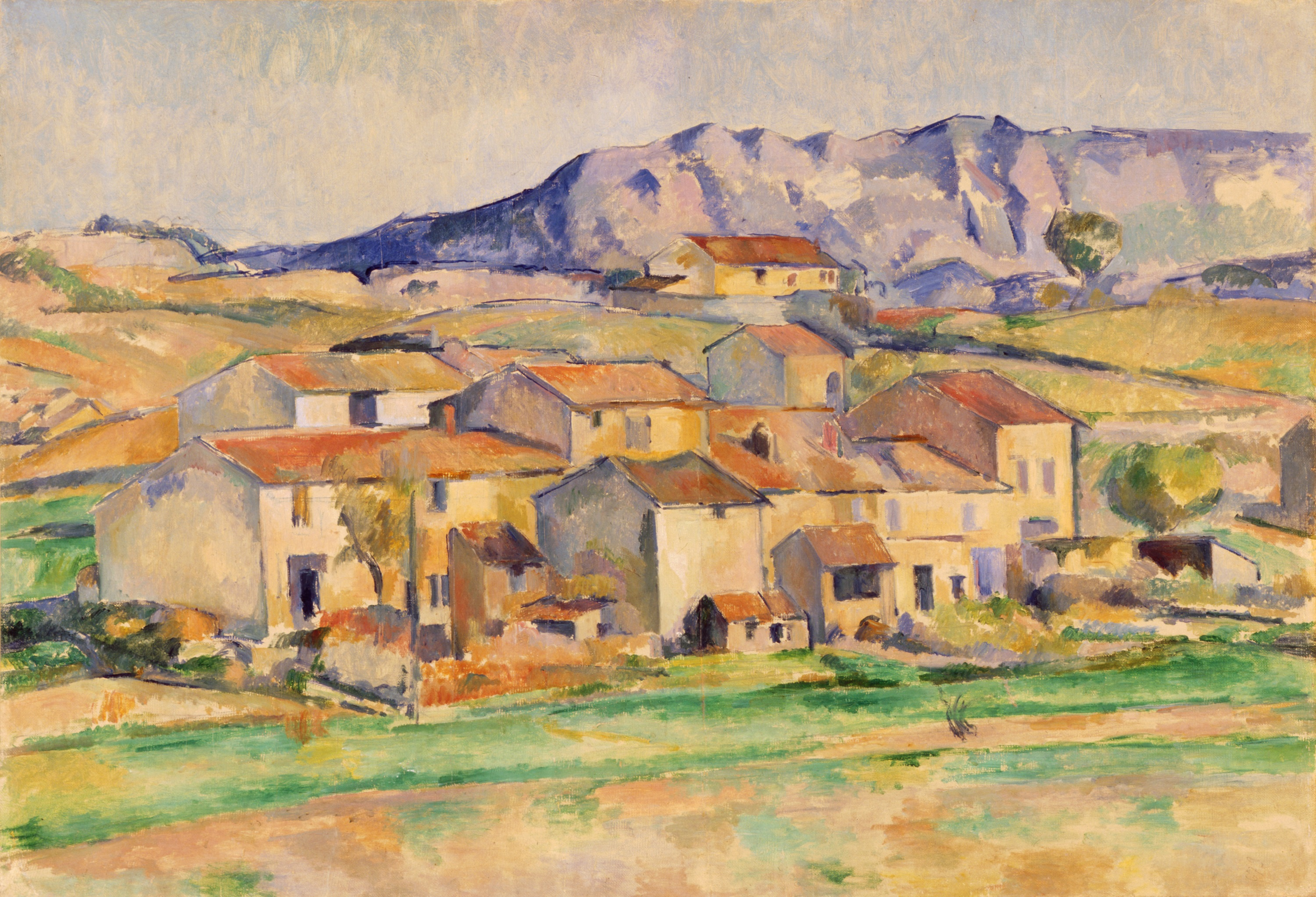
Dorpje bij Gardanne, Frankrijk, geschilderd door Paul Cézanne

Een dorp is een kleine nederzetting, een plaats of kern waar meerdere huizen bij elkaar liggen. Dorpen worden aangetroffen in landelijk gebied en waren tot de industriële revolutie en de daarmee gepaard gaande verstedelijking de meest voorkomende woonplaatsen. In bestuurlijke taal worden dorpen in al hun verscheidenheid vaak aangeduid als 'kleine kernen'.
In het Nederlands en veel andere talen worden woonplaatsen in het algemene spraakgebruik benoemd als ofwel dorp, ofwel stad. Een stad is een grotere woonplaats. Traditioneel in Europa is een stad een woonplaats (of gemeente) met bijzondere administratieve status, de stadsrechten. In Nederland is het verschil al sinds de 18e eeuw meestal symbolisch. Na de gemeentewet van 1851 hebben steden geen bijzondere juridische status meer. In België is een stad een gemeente die door besluit van de overheid de stadstitel draagt.
Kleinere dorpen of kernen worden ook gehuchten of buurtschappen genoemd.

## Definitie
Het begrip dorp wordt niet in absolute zin gedefinieerd door bijvoorbeeld het aantal woningen of inwoners. In de algemene taalgebruik geldt:
- Een dorp is groter dan een gehucht of buurtschap, al worden deze woonplaatsen ook wel als dorpen of delen van dorpen beschouwd.
- Een dorp is kleiner dan een vlek (in de oorspronkelijke betekenis) en nog kleiner dan een stad.

Een kerkdorp is een dorp met een eigen kerkgebouw, behorend tot een parochie (rooms-katholiek) of kerkelijke gemeente (protestants) waar tevens een of meer nabijgelegen gehuchten onder vallen.
Naar functie onderscheidt een dorp zich van oudsher van een stad door de nadruk op agrarische activiteiten. Het merendeel van de inwoners van een dorp vindt (traditioneel) zijn bestaan in landbouw, veeteelt, visserij of bosbouw, of de landbouw is in ieder geval aanwezig. Toerisme kan ook een typisch activiteit zijn. Een stad wordt gekenmerkt door niet-agrarische een gespecialiseerde activiteiten: bedrijvigheid/industrie, diensten, onderwijs, zorg, openbaar bestuur et cetera.
Traditioneel heeft een dorp geen stadsrechten, d.w.z. historisch geldende rechten en plaatselijke privileges, zoals voor het voeren van eigen rechtspraak of het mogen houden van een markt.
Een modern, maar minder exact onderscheid tussen een stad en een dorp is het voorzieningenniveau. Een stad heeft meestal stedelijke voorzieningen, bijvoorbeeld een ziekenhuis, veel speciaalwinkels, voortgezet of hoger onderwijs, bioscopen, een schouwburg enz.
Een dorp onderscheidt zich van oudsher in stedenbouwkundige verschijningsvorm van een stad door zijn organische en kleinschalige groei en opbouw, een stad is meer planmatig en grootschalig. Er is daardoor een sterke verweving met het landelijke gebied eromheen. De traditionele stad heeft een scherpere begrenzing (heel vroeger met verdedigingswerken in de vorm van een stadswal). Ten slotte wordt een dorp gekenmerkt door lage bebouwing in een lage dichtheid; in een stad ontstaat door grondschaarste een sterke neiging naar het realiseren van hoogbouw.
Vanuit het oogpunt van sociale samenhang kan gesteld worden dat een dorp een hechte gemeenschap heeft (men kent elkaar, er is meer sociale controle). Een stedelijke samenleving is vrijer, anoniemer en soms door eenzaamheid gekenmerkt. Het dorpse karakter wordt ook uitgedrukt in benamingen van lokale voorzieningen zoals het dorpshuis en het "dorpscafé".

## Geschiedenis en functie
Een dorp is een vaste verblijf- of woonplaats van een groep mensen, oftewel een groep woningen. In de ontwikkeling van het menselijke bestaan is het dorp de opvolging van het nomadische of rondzwervende bestaan. Een dorp onderscheidde zich van een nomadische levensvorm met tenten door de vaste huizen, gebouwd van hout, steen en/of andere vaste (zware) materialen.
Het bij elkaar wonen in een dorp leidt in meerdere of mindere mate tot aansluitende functies en activiteiten oftewel tot bedrijvigheid. In het verleden was deze bedrijvigheid vaak aan huis gebonden en later zijn ook afzonderlijke bedrijven en organisaties ontstaan of door de overheid worden opgericht, bijvoorbeeld kerken, gebedshuizen en later scholen en gemeentebestuur. Tot in de jaren 1960 of 1970 was het typische dorp nog vaak een socio-economisch zelfdragend eenheid met een eigen identiteit, die kleinbedrijven met veel werkplaatsen en ook een zekere aanbod aan detailhandel had.
In België, Nederland en zeker ook in andere landen in Europa zijn activiteiten en faciliteiten sinds de tweede helft van de 20e eeuw wel steeds verder van de dorpen verdwenen. Gemeentes zijn vaak grootschaliger organisaties geworden. Scholen worden gesloten en openbare diensten gecentraliseerd. Door de landbouwmechanisatie verdwenen veel werkplaatsen. Auto's zorgden voor de opkomst van het forensisme en bevorderde het verdwijnen van kleinhandel tot voordeel van supermarkten. ontkerkelijking zorgde voor sluiting van veel kerken. Nadat de meeste dorpen forensenplaatsen zijn geworden, is de sociale gemeenschap nu vaak op vrijetijdsactiviteiten gebaseerd, zoals sport, hobby's en vrijwillige verenigingen. De basisschool, indien die nog bestaat, is vaak een belangrijk draaipunt voor inwoners met kinderen.

### Verstedelijking

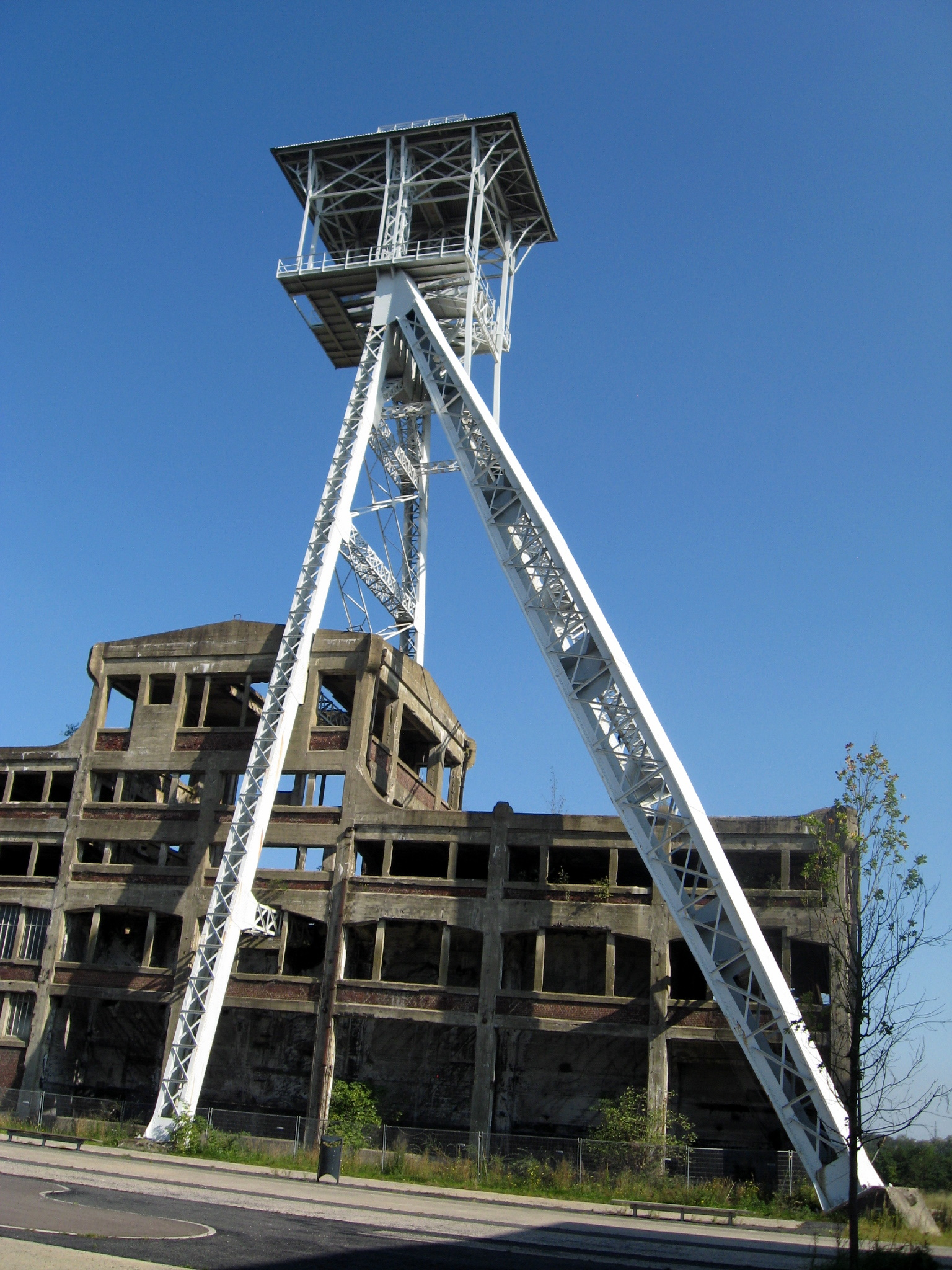
Genk groeide door de snelle ontwikkeling van de mijnbouw uit tot kleine stad.

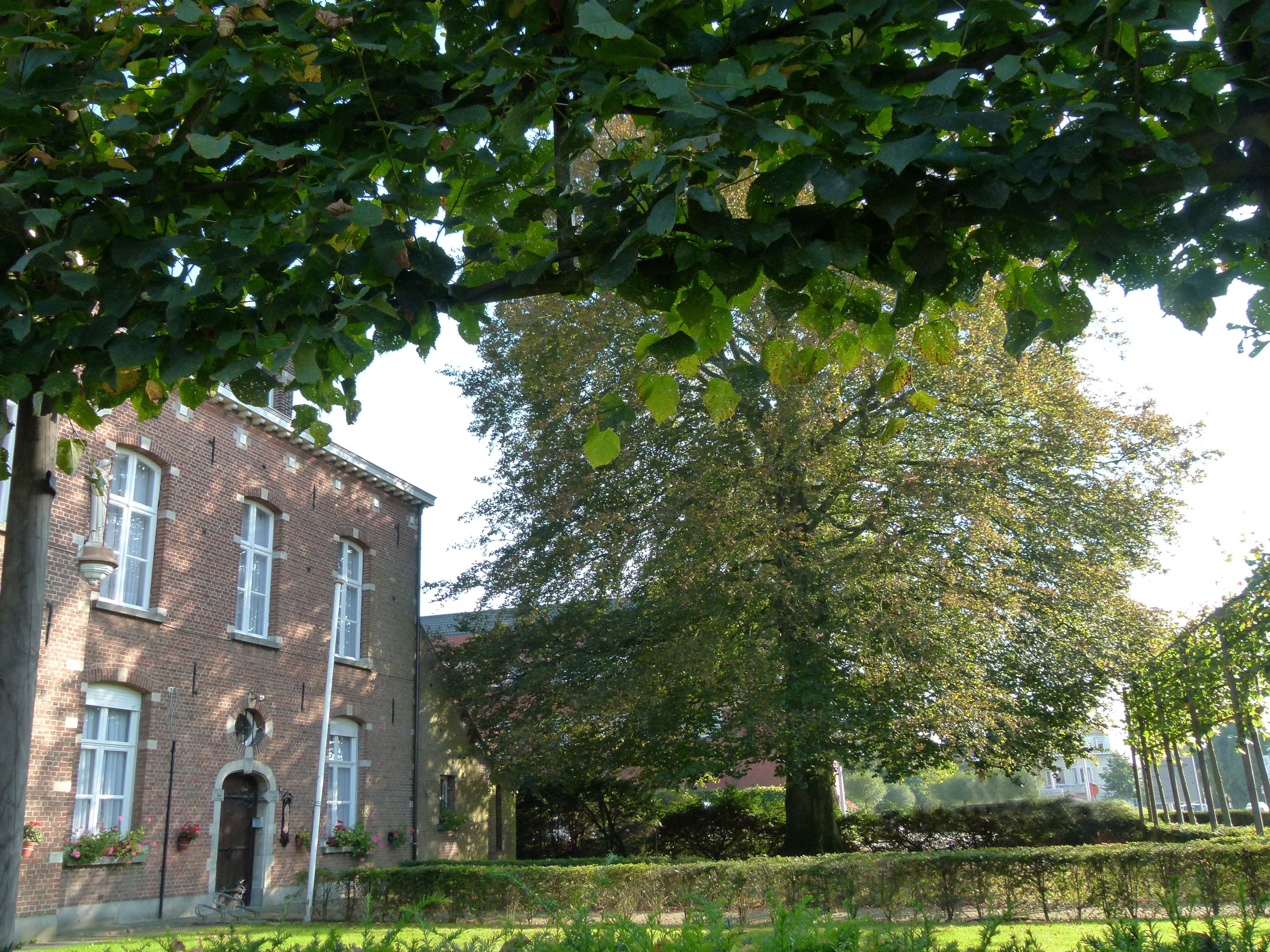
Hoewel verworden tot een voorstad van Antwerpen heeft Schoten nog dorpse bebouwing zoals Pastorie Sint Cordula.

Dorpen verliezen letterlijk en figuurlijk terrein aan steden: verstedelijking. Deze beweging is duidelijk in gang gezet door de industriële revolutie en in ieder geval sindsdien is het een min of meer voortdurend proces, al gaat de verstedelijking niet altijd even snel. Zeker in de westerse wereld zijn bovendien ook tegengestelde ontwikkelingen mogelijk (Suburbanisatie), al heeft dit tot paradoxaal effect dat ook deze dorpen verstedelijken.
Verstedelijking werkt gelijktijdig op 3 manieren:
- Steden groeien doordat mensen uit dorpen daar om uiteenlopende redenen naartoe trekken, vaak gaat het vooral om sociaal-economische belangen, zoals kansen op het vinden van (beter betaald) werk. De trek naar de stad blijkt uiteindelijk in veel landen dan niet het gewenste effect te hebben.[1][2] In 2016 liepen ook in Nederlandse gebieden dorpen leeg, er wordt wel geprobeerd deze ontwikkeling tegen te gaan (zie ook onderaan dit hoofdstukje).[3][4]
- Steden groeien naar dorpen toe en breidden zich dan vervolgens rond deze dorpen uit, waarmee de dorpen in het stedelijke gebied opgaan.
- Dorpen groeien zelf uit tot stad. Dit kan zijn in de vorm van een op zichzelf staande stad. Ook kunnen het voorsteden worden van een naburige grote stad: de plaats gaat dan op in de agglomeratie van de grote stad, waarbij ook nog andere woonplaatsen zijn aangesloten.

Het opgaan in stedelijk gebied en het zelf groter groeien tot stad kunnen uiteindelijk dus ongeveer hetzelfde betekenen. Of er sprake is van groei van een stad naar een dorp, of dat de groei zich vanuit het dorp volstrekt is dan ook niet altijd even goed te bepalen en ook kan beide tegelijkertijd gebeuren. Naarmate landen meer georganiseerd zijn wordt verstedelijking meer gepland en is het helemaal niet meer uitsluitend een autonoom proces van afzonderlijke steden of dorpen. Ook het (in naam) behouden blijven van dorpen/dorpsgrenzen of handhaving van dorpse karakters/bebouwing kan met bestuurlijke planning beïnvloed worden (of dat wordt in elk geval geprobeerd).

### Ontwikkeling in de 21e eeuw
Door ontwikkelingen in hoog geïndustrialiseerde landen zoals België en Nederland zijn dorpen en steden minder scherp van elkaar te onderscheiden zijn. Sociaal en cultureel bestaat er minder verwevenheid tussen de inwoners en met het dorp zelf en het omliggende platteland, en zoals in de stad kunnen bewoners vrij anoniem blijven. Nadat het forensisme in de laatste decennia van de 20e eeuw tot norm werd, is er nu o.a. vanwege huizenprijzen en woningkosten ook veel toewandeling van bewoners die geen oorspronkelijke band met het dorp hebben, bijzonders in de nabijheid van een grotere stad.
Echter bestaat er wereldwijd ook in grotere steden gemeenschappen met een zogenaamd dorps karakter, hoewel dit begrip vaak niet de sociale en economische kenmerken van een eigenlijk dorp weerspiegelt. In grote conglomeraties bestaan b.v. gated communities en krottenwijken.
Naar Engels voorbeeld (de garden city of tuinstad) bestaan sinds de jaren 1900-1925 in België en Nederland nog tuindorpen, geplande woonwijken die uiterlijk als een soort dorp zijn ontworpen.

## Typen van dorpen

### Vissersdorp
Vissersdorpen bevinden zich wereldwijd aan kustlijnen en ontlenen hun bestaansrecht aan de visserij. De plaatsen hebben dus niet zoveel binding met het omliggende vasteland, maar wel met de aangrenzende zee. Dergelijke locaties zijn vaak aantrekkelijk voor het toerisme. Veel traditionele vissersdorpen hebben zich uiteindelijk ontwikkeld tot badplaatsen, waarbij het belang van de visserij minder groot is geworden.

### Toeristendorp
Dorpen in het binnenland kunnen veelvuldig door toeristen bezocht gaan worden, meestal bevordert door een ligging in gebieden met natuurwaarden of authentieke tradities, bebouwing enz.

## Buitenlandse begrippen en indelingen
- In Duitsland wordt een dorp die geen zelfstandig gemeente uitmaakt (vaak door gemeentefusies) meestal officieel Ortsteil genoemd.
- In Japan is het dorp (村, mura of son) een lokale bestuurlijke eenheid.
- In Italië is de gebiedsindeling frazione vaak een dorp.
- In Polen is de gebiedsindeling sołectwo vaak een dorp.
- In Portugal is de gebiedsindeling freguesia vaak een dorp.

### Scandinavië
De cultuurlandschap van Scandinavië is gekenmerkt van alleenstaande boerderijen. De oude, gesloten dorpen van Centraal- en Zuid-Europa waren met het feudalisme verbonden, maar dit systeem drong niet echt naar het Noorden door.
Alleen in (Oost-)Denemarken (inbegrepen Schonen) werd het landbouw vanaf de middeleeuwen gedeeltelijk gekenmerkt door dorpen met pachtboerderijen die in het bezit van een adellijk goed, de kroon of de kerk waren (cijnsboeren, maar zonder lijfeigenschap). Soms bestond een dorp uit boerderijen van horige en vrije boeren onder elkaar. Door de grote landbouwhervormingen in Denemarken van ongeveer 1760 tot 1810 werd de horigheid opgeheven. Er vond ruilverkaveling plaats, de meeste boerderijen werden uit de dorpen naar het open land verplaatst, en de gemeenschappelijke teelt van het land werd opgeheven. Middeleeuwse dorpskernen zijn dus meestal verdwenen, maar zijn soms nog te vinden op Zeeland, Funen en in Oost-Jutland met dichtbij elkaar staande huizen rond een dorpsvijver. Veel Deense dorpen zijn pas aan het eind van de 18e of begin van het 19e eeuw gegroeid, op basis van de spoorwegen, al dan met een ander charakter, de typische stationsby (stationsdorp).
Het Deens gebruikt gezamenlijk het woord by (meervoud: byer) voor dorpen en steden, maar specifiek kan een dorp ook landsby worden benoemd. Administratief bestonden tot 1970 ook købstad (marktstad), enkele kleinere handelspladser en in Zuid-Jutland ook flække (vlek).
In het Noors betekent by een stad, terwijl landelijke kernen meestal gewoon sted (plaats) worden genoemd, officiëler ook tettsted (verdichte plaats). Op het platteland zijn deze meestal pas in de 20e eeuw ontstonden, als centrum voor de faciliteiten van een bygd (geheel van een samenhorende, verspreid bebouwde streek). Vanouds bestaat ook de grend (gehucht, eigenlijk "buurschap"), een kleine verzameling van boerderijen of huizen.
Een uitzondering in Noorwegen zijn vissersgehuchten (vær of fiskevær) die dicht en compact bebouwd kunnen zijn. Bijzonders in Noord-Noorwegen waren deze vissersdorpen soms onder één "heer" georganiseerd, de væreier (dorpseigenaar) die bezitter van alle huizen, boten, uitrusting, visgebieden, de haven, dorpswinkel en andere faciliteiten was, en deze aan de vissersbevolking verhuurde.
Historische categorieën van steden in Noorwegen waren kjøpstad en ladested (verladingsplaats). Tot 1992 werd onderscheiden tussen stads- en landgemeenten (by- og landkommuner). Gemeenten met over 5000 inwoners kunnen sinds 1997 naar eigen keuze zichzelf by noemen. Verder hadden de mijnbouwplaatsen Kongsberg (zilver) en Røros (koper) status van bergstad. Zo omschrijft zich Røros nog ter goede van het toerisme.

### Centraal- en Oost-Europa

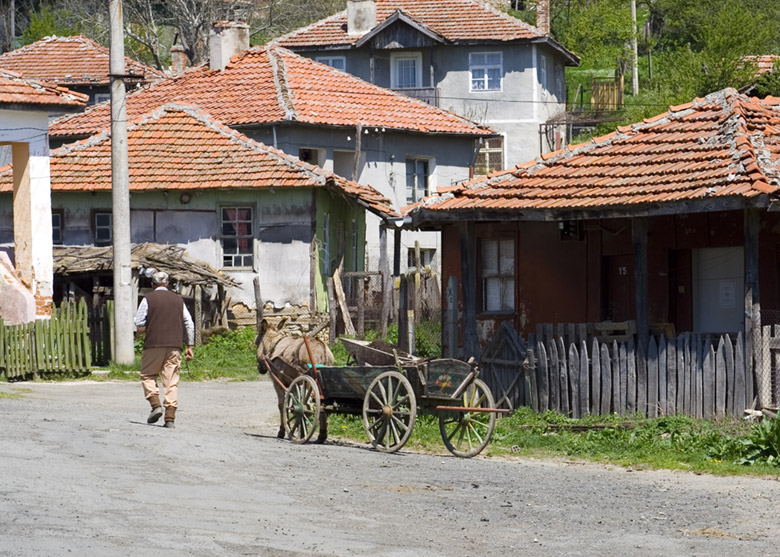
Het straatbeeld in Bjala Voda, een dorp in het oosten van Bulgarije.

Dorpen in Slavische landen, waaronder Bulgarije, Kroatië, Noord-Macedonië, Oekraïne, Rusland en Servië, worden selo (Cyrillisch: село, mv. села; sela) genoemd. In Bulgarije zijn er bijvoorbeeld veel sela die de naam 'Novo Selo' ("nieuw dorp") dragen, bijvoorbeeld Novo Selo (Sofia) of Novo Selo (Vidin). Een voorbeeld uit Rusland is Tsarskoje Selo en een voorbeeld uit Kroatië is Zagorska Sela.

## Wetenswaardigheden
- 1978 was het Jaar van het Dorp in een grootschalige overheidscampagne in Vlaanderen.
- Het Dorp is een bekende woongemeenschap voor mensen met een ernstige handicap. De stichting ervan werd mogelijk door de eerste 24-urige Nederlandse nationale televisiemarathon Open het Dorp, die op 26 en 27 november 1962 live gepresenteerd werd door Mies Bouwman.
- De roman Dorp aan de rivier uit 1934 van Anton Coolen is naar een scenario van Hugo Claus verfilmd door Fons Rademakers als zijn regisseursdebuut in 1958. Het gaat in feite over het dorp Lith aan de Maas.
- Het Verscholen Dorp was vanaf mei 1943 een verzameling van negen hutten in de bossen bij Vierhouten, waar meer dan 80 onderduikers zich voor de Duitsers verborgen hielden tot ze in oktober 1944 werden ontdekt. Bron: A. Visser, Het verscholen dorp en J. Thijssen, idem.
- Bekende fictieve dorpen zijn Juinen van Kees van Kooten en Wim de Bie, Lenten uit de boekenserie De Kameleon van Hotze de Roos en Ons dorp van Samson en Gert.
- Het dorp is een lied, gezongen door Wim Sonneveld. De melodie is van het Franse La montagne van Jean Ferrat. De tekst is van Friso Wiegersma. Het lied zou gaan over Deurne.
- De aanduiding 'dorp' treft men ook aan bij uiteenlopende recreatie-, ontmoetings- of tijdelijke huisvestingsplaatsen, bijvoorbeeld: vakantiedorp, kinderdorp en het met iedere Olympiade verbonden olympisch dorp.
- Met het begrip dorp wordt nogal eens verwoord dat ook binnen grotere geografische eenheden, zoals een stad, alles en iedereen met elkaar in verbinding staat (soms anders dan vroeger het geval was). Zelfs de wereld wordt wel een dorp genoemd (mondialisering of globalisering).